# Caroline Shaw
Caroline Adelaide Shaw (Greenville, 1 d'agost de 1982) és una compositora, cantant i violinista estatunidenca. Va guanyar el Premi Pulitzer de Música el 2013 per la seva obra a cappela Partita for 8 Voices, i ha estat nominada a vuit premis Grammy i n'ha guanyat quatre.

## Educació i infància
Caroline Adelaide Shaw va néixer l'1 d'agost de 1982, a Greenville, Carolina del Nord. Als dos anys, Shaw va començar a tocar el violí sota l'ensenyança de la seva mare, violinista i cantant. Les seves primeres influències provenen del cor de la seva església episcopal local i del seu organista, que tocava freqüentment Bach. Va començar a escriure música quan tenia 10 anys, imitant principalment la música de cambra de Mozart i Brahms.
A la universitat, el seu focus principal era la interpretació de violí, amb l'objectiu de convertir-se en intèrpret d'una orquestra o d'un grup de cambra. Shaw va rebre la seva llicenciatura en música a la Universitat Rice el 2004, i el seu màster a la Universitat Yale el 2007, ambdues titulacions en interpretació de violí. Va entrar al programa de doctorat en composició a la Universitat de Princeton el 2010.

## Carrera
Amb 30 anys, Shaw es va convertir en la guanyadora més jove del Premi Pulitzer de Música per la seva composició Partita for 8 Voices.  El jurat la va elogiar com "una obra a cappella altament polida i inventiva que abasta de manera única la parla, els murmuris, les melodies sense paraules i els efectes vocals nous”.  L'obra està estructurada com una suite de quatre moviments inspirats en formes de dansa barroca: Allemande, Sarabande, Courante i Passacaglia. Un enregistrament de l'obra va ser publicat per New Amsterdam Records el 30 d'octubre de 2012, interpretat per l’ensemble vocal Roomful of Teeth (del qual Shaw n’és membre). Segons Steven Mackey, president del Departament de Música de Princeton, aquest és el primer Premi Pulitzer concedit a un membre del departament (Milton Babbitt va ser guardonat amb una menció al Pulitzer el 1982 per la seva obra i vida com a compositor).
Més enllà de la seva faceta com a compositora, Shaw també és coneguda com a cantant, sent membre de Roomful of Teeth o sovint interpretant les seves pròpies obres; i com a intèrpret de violí, formant part de diverses formacions al llarg de la seva carrera, com l'American Contemporary Music Ensemble (ACME). També ha treballat amb el Trinity Wall Street Choir, Alarm Will Sound, Attacca Quartet, Wordless Music Orchestra, Ensemble Signal, AXIOM, The Yehudim, Victoire, Opera Cabal, Mark Morris Dance Group Ensemble, Hotel Elefant, Oracle Hysterical, Red Light New Music, i el Robert Mealy's Yale Baroque Ensemble.
Les seves obres han estat interpretades per agrupacions com Roomful of Teeth (amb qui va publicar la Partita for 8 voices), Sō Percussion (ensemble de percussió amb qui es van conèixer a la universitat, publicant fins al moment 3 discs, entre els quals el guanyador al Grammy Narrow Sea), l'Attacca Quartet (amb qui ha publicat 2 discs, entre els quals el guanyador al Grammy Shaw: Orange), el Brentano String Quartet, yMusic, i el Brooklyn Youth Chorus, entre molts altres. També ha rebut beques, entre d'altres, de la Yale Barroc Ensemble i la beca Thomas J. Watson l’any 2004/2005.
Shaw va ser músic resident a Dumbarton Oaks durant la tardor de 2014, i va ser compositora resident a Vancouver durant el 2016, on es va inspirar per escriure The Evergreen.
L'octubre de 2015 el raper Kanye West va publicar un remix de "Say You Will", la pista d'obertura del seu àlbum de 2008, 808s & Heartbreak. El remix, co-produït per Caroline Shaw, presenta veus enregsitrades per Shaw de manera similar a les seves composicions.  També apareix a "Wolves" i va contribuir vocalment a "Father Stretch My Hands Pt. 2", ambdues del setè àlbum d'estudi de West, The Life of Pablo.  Shaw també va contribuir vocalment a una versió filtrada de "Only One" que va aparèixer a internet el febrer de 2016.
També va col·laborar amb la cantant Rosalía fent arranjaments vocals per a diverses cançons del seu àlbum Motomami.
Al llarg de la seva carrera també ha realitzat col·laboracions i arranjaments per a reconeguts intèrprets com Yo-Yo Ma, Renée Fleming, o la ballarina Tiler Peck.
Shaw va aparèixer interpretant-se a ella mateixa a la temporada 4 de la sèrie d'Amazon Prime Mozart in the Jungle, per a una història que involucrava un personatge principal que buscava estrenar la seva peça "Hi" en un concurs de directors. La peça també es va tocar en directe a la festa de llançament de la sèrie, amb Shaw dirigint.

## Música
El 2016, l'Orquestra Simfònica de Baltimore va encarregar i estrenar The Baltimore Bomb com a part de la celebració del centenari de l'orquestra.
Va escriure la música per a la pel·lícula de Josephine Decker, Madeline's Madeline.
El 2018, la BBC, amb Coretet, The Phillips Collection, la Royal Philharmonic Society i la Universitat de Delaware va encarregar a Shaw que escrivís dues obres, Second Essay: Echo i Third Essay: Ruby. La seva estrena mundial, interpretada pel Calidore String Quartet, va ser al Cadogan Hall de Londres el 16 de juliol de 2018, en el marc dels BBC Proms. Aquest obra seguia la seva composició del 2016, First Essay: Nimrod. Segons Shaw, Nimrod va ser composta mentre escoltava un enregistrament del llibre de Marilynne Robinson The Givenness of Things, i després a les eleccions presidencials dels Estats Units de 2016, que va declarar que representava la "desintegració d'elements" a la peça. Shaw també va declarar que Echo al·ludia a la funció 'echo' en el llenguatge de programació PHP, així com als ressons físics, mentre que Ruby rep el nom del llenguatge de programació Ruby, així com de la pedra preciosa.
L'octubre de 2019, diversos intèrprets de katajjaq, incloent-hi la cantant canadenca de cant difònic Inuit Tanya Tagaq, van acusar Caroline Shaw i Roomful of Teeth d'apropiació cultural i l'exotisme per la citació no acreditada d'una cançó katajjaq en el tercer moviment de la Partita for 8 voices. En una declaració pública realitzada per Caroline Shaw i el director artístic Brad Wells, Roomful of Teeth va reconèixer que el 2010 havia treballat amb cantants Inuits per estudiar els seus cants, i que les tècniques apreses d'aquests estudis s'havien utilitzat a la Partita; a més, van afirmar que creien que aquests "patrons eren prou diferents del katajjaq".
A principis dels anys 2020, Shaw va formar amb la seva parella, la també cantant i compositora Danni Lee, el grup Ringdown, "un duo de pop electrònic cinematogràfic".
Byron Schenkman & Friends (reanomenat Sound Salon) va encarregar-li el Concerto for Harpsichord and Strings, per celebrar la temporada del seu desè aniversari. L'obra es va estrenar el 26 de març de 2023, amb Byron Schenkman com a solista, al Benaroya Hall de Seattle.
Caroline Shaw va ser la compositora convidada al Palau de la Música Catalana durant la temporada 22-23.

### Composicions

#### Veu
- Cantico delle Criatura (2007), per a soprano, violí, i piano (arranjada també amb cello adicional). Estrenada per Abigail Haynes Lennox, Trevor Gureckis, i Shaw a l'abril de 2007.
- By and By, per a quartet de corda i veu. Estrenada per Abigail Haynes Lennox i l el Hudson Quartet l'11 de març de 2010.
- Sounds of the Ocean Cassette Vol. 1, per a narrador, cinta de Cassette, i dos instruments. Estrenada al setembre de 2011.
- Fly Away I, per a cor SATB. Estrenada per l'International Orange Chorale of San Franciscoal el juny de 2012.
- Partita for 8 voices, escrita entre 2009 i 2011 per a Roomful of Teeth. Estrenada globalment el 4 de novembre de 2013. Guanyadora del Premi Pulitzer de Música l'any 2013.[30]
- Its Motion Keeps, per a cor agut (SSSAA) i viola o cello, encarregat pel Brooklyn Youth Chorus. Estrenada, amb Shaw a la viola, al novembre de 2013.[31]
- Music in Common Time, per a cor i cordes. Estrenada per Roomful of Teeth i l'ensemble A Far Cry el 10 de maig de 2014.[32]
- Anni's Constant, per a cor, dos violins, cello, piano, guitarra, guitarra greu i percussió, encarregada pel Brooklyn Youth Chorus i la BAM. Estrenada al novembre de 2014.
- and the swallow, per a cor SATB, sobre el text del Salm 84. Estrenada pel Netherlands Kamerkoor l'11 de novembre de 2017.[33]
- Dolce Cantavi, per a tres veus (SSA), sobre un text de Francesca Turina Bufalini, Contessa di Stupinigi (1544-1641). Encarregada i estrenada per l'ensemble vocal TENET (Jolle Greenleaf, Molly Quinn, i Virginia Warnken Kelsey).[34]
- Cant voi l'aube (2016), sobre un text trobadoresc anònim francès del segle XII. Escrit per a l'Anne Sofie von Otter i Brooklyn Rider.[35]
- To the Hands (2016), encarregada pel cor The Crossings per Seven Responses, una recopilació de set peces inspirada en les cantates de Dietrich Buxtehude Membra Jesu Nostri.[36]
- so quietly (2016). Estrenada el 9 de juny de 2016 pel Brooklyn Youth Chorus.[37]
- This Might Also Be a Form of Dreaming (2016), per a veus i petit grup de cambra, sobre el text de Claudia Rankine Don't Let Me Be Lonely. Encarregat pel Ojai Music Festival i estrenat l'11 de juny de 2016 per Shaw i Roomful of Teeth.[38]
- Is a Rose, tres cançons encarregades per la Philharmonia Baroque Orchestra i l'Anne Sofie von Otter:[39][40]
  - red, red nose (2016), sobre un text de Robert Bruns.
  - The Edge (2017), sobre un text de Jacop Polley.
  - And So (2018), sobre un text de Burns, Gertrude Stein, Billy Joel i la pròpia Shaw.
- Narrow sea (2017), un cicle de cançons en 5 parts sobre uns textos de la Sacred Harp.[41][42]
- How to fold the Wind (2020), per a cor SATB de 12 veus. Estrenat per l'Ars Nova Copenhagen el 20 de setembre de 2020.

#### Instrument sol
- in manus tuas, per a violoncel o viola. Estrenada per Hannah Collins el 2009.[43]
- Gustave Le Gray, per a piano. Estrenada per Amy Yang el 24 d'abril de 2012.[44]
- The Walking Man, per a shakuhachi, escrita amb i per a Riley Lee. Estrenada el 3 d'abril de 2012.

#### Ensemble
- Punctum (2009, revisada 2013), per a quartet de corda, escrita el 2009-2010 durant un taller amb el Hudson Quartet i el Franklin Quartet. Estrenada l'abril de 2010, revisada el 2013 per al Quartet Brentano.[45]
- Entr'acte, per a quartet de corda. Estrenat pel Quartet Brentano el 21 de març de 2011.[46]
- Jacques Duran, per a trio de corda. Va ser estrenada per Lorna Tsai, Sage Cole i Jonina Allan Mazzeo el 26 d'agost de 2011.
- Limestone & Felt, per a violoncel i viola. Estrenada per Hannah Collins i Hannah Shaw el gener de 2012.[47]
- Taxidermy, per a quartet de percussió. Estrenat per Sō Percussion el 2 de maig de 2012.[48]
- Valencia, per a quartet de corda. Estrenat per Lorna Tsai, Shaw, Sage Cole i Shay Rudolph l'agost de 2012.[49]
- Boris Kerner, per a violoncel i torretes de flors. Estrenada per New Morse Code (Hannah Collins i Mike Compitello) el 20 de novembre de 2012.[50]
- Plan & Elevation: The Grounds of Dumbarton Oaks, per a quartet de corda, per encàrrec de Dumbarton Oaks. Estrenada pel Quartet Dover l'1 de novembre de 2015.[11][12]
- Draft of a High-Rise, per a sextet, encarregat pel Carnegie Hall i yMusic. Estrenada per aquest últim el 2 de desembre de 2016.[51] En tres moviments (Inked Frame; A Scribbled Veneer; Their Stenciled Breath).
- Blueprint (2016), per a quartet de corda, encàrrec de la Wolf Trap Foundation for the Performing Arts per al Quartet Aizuri.[52]
- First Essay: Nimrod (2016), encàrrec de Coretet per al Calidore String Quartet, estrenat el 6 de novembre de 2016.
- Secon Essay: Eco i Third Essay: Ruby, encarregat per la BBC i Chamber Music Northwest. Estranada als The Proms pel Calidore String Quartet el 16 de juliol de 2018.[21]
- Really Craft When You (2017), encàrrec de Bang on a Can All Stars.
- Thousandth Orange (2018). Estrenat a Cambridge per membres de la Britten Sinfonia.[53]
- The Evergreen (2020), per a quartet de corda, encàrrec de Third Angle New Music, Bravo! Vail, Coretet i Ragazze Quartet. En quatre moviments (Moss; Stem; Water; Root).[54][55]
- Concerto for Harpsichord and Strings (2023), encarregat per Byron Schenkman & Friends (reanomenat Sound Salon). Estrenada el 26 de març de 2023, amb Byron Schenkman com a solista, al Benaroya Hall de Seattle.[27]

#### Orquestra
- Entr'acte, per a orquestra de corda (2014). Arranjament del seu pròpi quartet de corda escrit al 2011, per encàrrec de A Far Cry.[46]
- The Baltimore Bomb (2016), encàrrec de l'Orquestra Simfònica de Baltimore. Estrenada el 17 de setembre de 2016.[19]
- Lo (2016), concert per a violí i orquestra. Estrenada el 16 de març de 2016 per la pròpia Shaw i l'Orquestra Simfònica de Cincinnati, que va co-comissar l'obra amb l'Orquestra Simfònica d'Indianapolis, la Simfònica de Carolina del Nord i l'Orquestra Simfònica de Princeton.[56][57]
- Watermark (2018), concert per a piano i orquestra, encarregat per la Seattle Symphony i l'Orquestra de Cambra de Sant Pau. Etrenada el 31 de gener de 2019 pel pianista Jonathan Biss i la Seattle Symphony.[58]
- The Listeners (2019), cantata/oratori per a orquestra, cor, dos solistes i tocadiscs; sobre textos de Walt Whitman, William Drummond de Hawthornden, Alfred Tennyson, Carl Sagan, Yesenia Montilla, i Lucille Clifton; estrenada el 17 d'octubre de 2019, per la Philharmonia Baroque Orchestra sota la direcció de Nicholas McGegan.[59][60]
- Brush (2021), per encàrrec de la Britt Festival Orchestra, estrenada el 30 de juliol de 2021 a Jacksonville, Oregon, amb la direcció de Teddy Abrams.

#### Multimèdia
- Ritornello, estrenada el 27 de gener de 2012

#### Televisió i cinema
- To Keep the Light (2016)[61]
- Madeline's Madeline (2018)[20]
- The Sky Is Everywhere (2022)[62]
- Fleishman Is in Trouble (minisèrie) (2022)[63]
- Leonardo da Vinci (2024)[64]

## Discografia

### Àlbums
| Títol                             | Any  | Formacions col·laboradores                          | Segell discogràfic              |
| --------------------------------- | ---- | --------------------------------------------------- | ------------------------------- |
| Partita for 8 Voices              | 2013 | Roomful of Teeth                                    | New Amsterdam Records           |
| Orange                            | 2019 | Attacca Quartet                                     | Nonesuch Records                |
| Is a Rose / The Listeners         | 2020 | Philarmonia Baroque Orchestra, Anne Sofie von Otter | Philarmonia Baroque Productions |
| Narrow Sea                        | 2021 | Sō Percussion                                       | Nonesuch Records                |
| Let the Soil Play Its Simple Part | 2021 | Sō Percussion                                       | Nonesuch Records                |
| Evergreen                         | 2022 | Attacca Quartet                                     | Nonesuch Records                |
| The Wheel                         | 2022 | I Giardini                                          | Alpha Classics                  |
| Rectangles and Circumstance       | 2024 | Sō Percussion                                       | Nonesuch Records                |

### Artista destacada
| Títol                                              | Any  | Posició a les llistes | Àlbum             |
| Títol                                              | Any  | US Hot 100            | Àlbum             |
| -------------------------------------------------- | ---- | --------------------- | ----------------- |
| "Pt. 2" (Kanye West ft. Desiigner i Caroline Shaw) | 2016 | 54                    | The Life of Pablo |

### Aparicions com a convidada
| Títol                      | Any  | Altres artistes                                                 | Àlbum                |
| -------------------------- | ---- | --------------------------------------------------------------- | -------------------- |
| "Say You Will" (Remix)     | 2015 | Kanye West                                                      |                      |
| "Only One" (Original Demo) | 2015 | Kanye West                                                      |                      |
| "FML"                      | 2016 | Kanye West, The Weeknd                                          | The Life of Pablo    |
| "Wolves"                   | 2016 | Kanye West, Vic Mensa, Sia                                      | The Life of Pablo    |
| "Freestyle 4"              | 2016 | Kanye West, Desiigner                                           | The Life of Pablo    |
| "No Mistakes"              | 2018 | Kanye West, Kid Cudi, Charlie Wilson                            | Ye                   |
| "Everything"               | 2018 | Nas, The-Dream, Kanye West, Tony Williams, 070 Shake            | Nasir                |
| "Take Me to the Light"     | 2019 | Francis and the Lights, Bon Iver, Kanye West, Chance the Rapper | Take Me to the Light |
| Varis                      | 2022 | Rosalía                                                         | Motomami             |

## Premis i Nominacions

### Premi Pullitzer
| Any  | Categoria | Obra                 | Resultat   |
| ---- | --------- | -------------------- | ---------- |
| 2013 | Música    | Partita for 8 Voices | Guanyadora |

### Premi Grammy
| Any  | Categoria                                                 | Obra/Àlbum                                  | Resultat   |
| ---- | --------------------------------------------------------- | ------------------------------------------- | ---------- |
| 2014 | Millor Composició Clàssica/Contemporània                  | Partita for 8 Voices                        | Nominada   |
| 2014 | Millor Interpretació per grups de cambra/petits ensembles | Partita for 8 Voices (Roomful of Teeth)     | Guanyadora |
| 2016 | Millor Interpretació per grups de cambra/petits ensembles | Render (Roomful of Teeth)                   | Nominada   |
| 2020 | Millor Composició Clàssica/Contemporània                  | Shaw: Orange                                | Nominada   |
| 2020 | Millor Interpretació per grups de cambra/petits ensembles | Shaw: Orange                                | Guanyadora |
| 2022 | Millor Composició Clàssica/Contemporània                  | Shaw: Narrow Sea                            | Guanyadora |
| 2024 | Millor Interpretació per grups de cambra/petits ensembles | Rough Magic (Roomful of Teeth)              | Guanyadora |
| 2025 | Millor Interpretació per grups de cambra/petits ensembles | Rectangles and Circumstance (Sō Percussion) | Pendent    |